# ミライ・ヤシマ
- 機動戦士ガンダム > 機動戦士ガンダムの登場人物 地球連邦軍 > ミライ・ヤシマ
- 機動戦士Ζガンダム > 機動戦士Ζガンダムの登場人物 > ミライ・ヤシマ
- 機動戦士ガンダム 逆襲のシャア > 機動戦士ガンダム 逆襲のシャアの登場人物 > ミライ・ヤシマ
- 機動戦士ガンダム 閃光のハサウェイ > ミライ・ヤシマ

ミライ・ヤシマ（Mirai Yashima）は、アニメ『機動戦士ガンダム』をはじめとしたガンダムシリーズに登場する架空の人物。女性。

## 劇中での活躍

### 一年戦争（『機動戦士ガンダム』）
『機動戦士ガンダム』登場当初はサイド7の一住民だったが、スペースコロニーへのザクII強襲によりホワイトベースに避難。その際、スペースグライダーのライセンスを持っていたために、ホワイトベースの操艦の任務を自ら買って出る。当時の年齢は18歳（小説版では軍人からのスタートだが年齢は同様）。
ホワイトベースがオデッサに向かう途中の第22話にて、過労で倒れてしまった艦長ブライト・ノアの代わりに暫定的に指揮を引き継ぐが、元々指揮官肌ではなかったためか、敵の作戦に引っかかってホワイトベースの格納庫部分を撃ち抜かれてしまうなど、状況判断のミスを多発しているものの、黒い三連星のドム3機によるホワイトベースへの襲撃に際しては、それまでと打って変わって艦長権限を委譲された艦長代行として手際良く命令を下して手持ちのモビルスーツ隊を指揮し、ホワイトベースの前部ミサイルを水平発射させるなど、動けないホワイトベースが取りうる最良の手段でホワイトベースを守ろうとしている。
日本系の名家であるヤシマ家の令嬢でもある。父は地球連邦政府の元高官であるが、政府のやり方に反対し、サイド7に流れてきたと言われる。ただし一年戦争時に応召し、戦死している。このことはホワイトベースの初代艦長パオロ・カシアスも知っており、それに関連して、ホワイトベースがジャブローにて修理を受けている第29話にて、地球連邦軍の幹部からも彼女の乗っている艦に対しての処罰をしない旨を言い渡されている。
性格は穏和。エリートであるが出過ぎたところはなく、人を見る目も確かで個性的なクルーの特性を見抜いている。ホワイトベース艦内では、乗組員の「お母さん」「お袋さん」的存在であり、常に皆に慕われている（ちなみに、ホワイトベースのお袋さんという表現はスレッガー・ロウが最初に使っている）。また、劇場版でホワイトベースがサイド6に立ち寄る際、ブライトの服を縫うなど庶民的。その一方、複数の男性に言い寄られる恋多き女という意外な一面も持つ。趣味は裁縫。
第30話のジャブローで少尉に任官される（劇場版も同じ）。第33話のサイド6では、かつての婚約者であるカムラン・ブルームが登場する。しかし、ミライの消息を得るために必死だったと言いつつも人手を使い、自ら探そうとはしていなかったカムランに失望を覚え（状況的に個人の行動力だけでは無理もあったが）、住む世界が違うと彼に別れを告げる。その後、カムランが身を挺してホワイトベースの護衛をすると申し出るが、その好意を頑なに拒否するミライはスレッガーに平手打ちを食わされる。
第36話のソロモン攻略戦において、乗機に被弾して一時帰還したスレッガーを心配して彼のもとへ赴く。彼の母親の形見の指輪を受け取り、口づけを交わすが、再出撃したスレッガーは戦死、ミライは号泣する。ア・バオア・クーの戦闘ではホワイトベースが撃沈されるも、乗組員とともに脱出し無事生還を果たしている。一年戦争終結後にはブライトと結婚。ミライ・ノアと姓を変え、ハサウェイとチェーミンの2人の子供をもうける。
ニュータイプの素質があるようで、事件が起こる前にそれを予感したりしている。「ちょっと、間に合わないかもしれない」との呟きはその後のマチルダ・アジャンの戦死を予見させるものであり、予知的なニュータイプ能力についてはアムロ・レイの洞察的なそれよりも早い発現と言える。また、ソロモン戦でスレッガーが再出撃をする直前に危険を予期してか「死なないで」と引き留めている。戦闘では、劇場版『めぐりあい宇宙編』で陽動作戦のために宇宙へ上がった際、ドレン率いるジオン公国のキャメル・パトロール艦隊からの砲撃を事前にかわしている。
ミライの人を見る目はニュータイプ能力が影響しているのかは定かでは無いが、アムロの特別な資質に早くから気付き、シャア・アズナブルの心理や行動を正確に見抜くなど勘が働いている。また、続編である『機動戦士Ζガンダム』でもニュータイプ能力の片鱗は見せており、夫のブライトはクワトロに「ミライはニュータイプというか勘が働く」と話している。
漫画『機動戦士ガンダム THE ORIGIN』では、一年戦争以前のミライが描かれている。父シュウ・ヤシマがセイラ・マスの養父テアボロ・マスと会見した際に父の秘書代わりに同席し、「15歳でハイスクールだが飛び級でカレッジに進み、憧れの職業は宇宙飛行士」と紹介されている。また、この時にテアボロ邸にて窓越しにセイラとエドワウ・マスの姿を見ている（二人の素性を前提とした父とテアボロの対談に同席していることから、彼女はセイラの正体を当時から知っていたことがうかがえる）。その後、コロニーの建設を請け負うヤシマ重工の令嬢として父に連れられてサイド7に移住するが、ザクの攻撃時に父親と死別。その父を通じてパオロ艦長と面識があったことからホワイトベースの操舵手を任されることになる。また、アニメ版では現実での艦船でいう操舵長（あるいは副長）的な役割をこなしていたが、本作では理知的な側面が強調される傾向にあり、ブライトより柔軟かつ適格な判断や作戦立案能力の高さを発揮する機会が多い。中でもルナツーでの補給阻止作戦とミード湖の避難民のエピソードは、発案者がミライに差し替えられている（TV版ではブライト）。

### グリプス戦役（『機動戦士Ζガンダム』）
『機動戦士Ζガンダム』では当初ジャブローに住んでいるが（ブライトの台詞より）、エゥーゴのジャブロー襲撃前にニューホンコンへ移動している。第17話では、宇宙に上がるためのシャトルのチケットを入手しようと列に並んでいる際に、ルオ商会を探すアムロと偶然再会する。第18話では、夫ブライトがエゥーゴに参画したこともあり、ティターンズ寄りの地球連邦軍の兵士ベン・ウッダー達に我が子らとともに捕らえられ、人質にされてしまう。アムロとブライトの部下にあたるカミーユ・ビダン、そしてアムロ同様一年戦争時の戦友であるハヤト・コバヤシの3名による救出作戦の結果、救助される。また、フォウ・ムラサメに惹かれていくカミーユにアムロが会うのを止めるよう忠告する理由として、アムロの過去（ララァ・スンのこと）を話して説得したり、独断専行気味なベルトーチカ・イルマを窘めるなど、母親だけでなく人生の先輩としての貫禄も見せている。
なお、劇場版『恋人たち』では宇宙に上がろうとはせず、避難民船に乗っている。また人質にされるエピソードは割愛された。『星の鼓動は愛』のラストでは、地球上の連邦軍基地に向かおうとするシーンが追加されている。

### 第二次ネオ・ジオン抗争（『機動戦士ガンダム 逆襲のシャア』）
子供を宇宙に移民させるためにシャトルに乗ろうとするが、突然アデナウアー・パラヤがシャトルの席の割り込みをしたために、ハサウェイのみ宇宙へ送り出すこととなる。その後はチェーミンと共に地球上をエレカ（車）で走り回る様子が描かれている。かつての一年戦争時に戦ったシャア・アズナブルが、今回の戦いでアクシズを地球に落とそうとしている心境についても多少ながら理解しており、彼のことを「純粋すぎる人」と評している。

### マフティー動乱（『機動戦士ガンダム 閃光のハサウェイ』）
マフティー・ナビーユ・エリン処刑のため、最後の任務に出立するブライトを見送った。しかしミライもブライト同様、マフティーを実の息子（ハサウェイ）とは知らなかった。その後の消息は不明。

## 担当声優
- 白石冬美（1st、Ζガンダム、逆襲のシャア）
- 藤村歩（THE ORIGIN）
- 新井里美（ククルス・ドアンの島[6]）

## 設定の推移
- 「フューチャー・エイトアイランド」→「ミライ・エイランド」→「未来・八島（ヤシマ）」が本来の設定である（姓については「八州」と表記する説もある）[7]。
- キャラクターデザイナーの安彦良和は『Ζガンダム』放映時に、「落ち着きぶりからして彼女は初出時に22〜23歳にはなっていただろう」と発言しており[8]、後に描かれた漫画『THE ORIGIN』では年齢が反映されている。